# MP3 (album)
Vous lisez un « bon article » labellisé en 2012.
Pour les articles homonymes, voir MP3 (homonymie).
Albums de M. Pokora
Player
(2006) Mise à jour
(2010)
Singles
1. Dangerous
Sortie : 24 janvier 2008
2. They talk sh#t about me
Sortie : 9 juin 2008
3. Catch me if you can
Sortie : 30 juillet 2008
4. Through the eyes
Sortie : juillet 2008

MP3 est le troisième album de M. Pokora, sorti en France le 24 mars 2008 ainsi que dans 27 pays par la suite dont, entre autres, l'Afrique du Sud, l'Allemagne, le Canada, la Corée du Sud, l'Espagne, la Finlande, l'Italie, le Japon, le Mexique et le Portugal. L'album est disponible en trois éditions : l'originale, la limitée qui contient deux titres bonus et la collector qui bénéficie d'une affiche en plus des deux titres bonus déjà présents sur l'édition limitée. Le nom « MP3 » vient de la contraction de « M. Pokora album no  3 ».
Pour cet album, M. Pokora fait appel à des réalisateurs de renom et influents dans l'industrie musicale américaine, au moment de la réalisation, tels que Timbaland, connu par l'intermédiaire de Nelly Furtado ; Ryan Leslie qui a réalisé des titres pour Cassie et dont une citation musicale de Me & U (2006) est utilisée pour Tokyo Girl, et enfin Jonathan "JR" Rotem.
On retrouve également un featuring avec une jeune artiste anglaise que Pokora a rencontré à Londres, Natalia Kills, connue alors sous le nom de Verse et dont la carrière a débuté via le réseau MySpace. De même, on note la participation vocale de Timbaland et de son frère Sebastian sur le premier extrait de l'album, Dangerous (2008). Ryan Leslie apparaît sur la chanson Don't Give My Love Away.

## Genèse de l'album
Pendant la promotion de Player (2006) par sa maison de disques ULM d'Universal et M6 Interaction, l'idée d'un album en anglais émerge. Des gens de la maison-mère du label sont venus voir sa prestation aux NRJ Music Awards 2006 à Cannes car ils étaient intéressés par quelqu'un dans son domaine. Des maquettes en anglais sont réalisées pour voir ce qu'il pouvait faire et les essais sont concluants. Cependant, M. Pokora quitte cette maison de disque, mais pas l'idée de réaliser l'album en anglais. Il signe alors un contrat international avec Capitol Records et EMI pour être distribué dans 30 pays. Il doit alors réaliser deux albums, un en français pour le marché francophone et un en anglais pour le marché international. Mais il décide de n'en faire qu'un seul en anglais avec deux titres en français pour le marché francophone,.
Après avoir rencontré Nelly Furtado lors des NRJ Music Awards 2007 avec qui il interprète Promiscuous (2006), Pokora reste en contact avec l'entourage de Furtado et notamment Timbaland, qui a travaillé sur l'album Loose (2006) de la chanteuse. Dans un premier temps, Pokora rencontre le manager de Timbaland à New-York aux États-Unis, alors que le producteur est en tournée avec Justin Timberlake et lui présente alors son projet. Ce dernier apprécie le travail de Pokora et le présente à Timbaland. Il rencontre Timbaland lors d'un séjour parisien pour la tournée de Timberlake. Pokora passe deux jours en présence de la famille et de l'équipe du réalisateur. Deux mois après, Timbaland invite M. Pokora à Virginia Beach aux États-Unis pour travailler sur son nouvel album. Il explique aussi être allé seul à la « rencontre des producteurs avec [son] DVD, [ses] singles, [son] historique ». « Quand j'ai débuté l'enregistrement, je n'avais plus de maison de disques, alors j'ai engagé les frais de studio. Ce que je pouvais avancer, au tarif habituel, ça suffisait à peine pour faire un single. Là, on a enregistré quinze morceaux. Timbaland, il n'attend pas après [moi] pour se remplir les poches », explique le chanteur.

## Caractéristiques de l'album

### Écriture, réalisation des chansons et influences
L'album est « punchy », avec des styles musicaux comme le hip-hop, le crunk, le RnB, la pop, l'electro et l'urban, le tout avec des effets soignés et syncopés. Tous les titres sont minutieusement réalisés, « je prends du temps, limite un mois par titre et je ne commence pas à bosser dessus tant que je n'ai pas réfléchi pendant deux ou trois semaines sur le titre en question. Je reviens, je réécoute, je retravaille, je réécoute, on retravaille les sons dans tous les sens et ainsi de suite jusqu'à ce que je me dise que c'est bon », explique M. Pokora. Contrairement à Player où Pokora avait voulu faire tout seul, dans cet album, il s'est laissé guider par « des gens d'expérience ». « C'est vrai que je vois la différence au niveau de mon interprétation, sur le chant, sur la richesse des morceaux, je ne l'avais pas avant et je l'ai maintenant... », concède-t-il.
Avec Treason, il aborde « la déception et la trahison en amour ». C'est en studio à Londres au Royaume-Uni que Pokora enregistre les versions de Through the Eyes et Sur Ma Route, une adaptation en français. À propos de la version anglophone, le chanteur s'est inspiré de We Are the World (1985) écrite par Michael Jackson et Lionel Richie. « Ce genre de chansons avec les chorales, le piano, les violons sont selon moi très fortes émotionnellement. Ce sont en plus des morceaux très fédérateurs. C’est aussi le but de Through The Eyes qui est ainsi « Jacksonien » dans le sens où j’ai voulu parler des enfants, de la misère, mais surtout de la nécessité de voir l’état du monde à travers les yeux d’un enfant », explique Pokora. Quant à la version francophone, la chanson parle de son histoire personnelle avec le divorce de ses parents à qui il n'en veut pas. « Nous avons continué à avancer et cela fait de moi ce que je suis devenu. Je sais qu’il y a beaucoup de jeunes qui vivent dans des familles où le divorce est présent et ils vivent ce que moi aussi j’ai vécu », poursuit Pokora. Lorsqu'il est en studio pour enregistrer la chanson, c’est la première fois qu'il y a des « vrais violons, de vraies cordes », sur l'un de ses morceaux. Nous sommes allés le réaliser à Londres. Lors de son séjour, son entourage lui fait écouter la jeune artiste britannique Verse, maintenant connue sous le nom de Natalia Kills. Appréciant sa voix, M. Pokora lui demande de venir à son studio pour enregistrer un titre. Ils écrivent They Talk Shit About Me dans la nuit. Pokora considère qu'il s'agit d'un des meilleurs titres de l'album.

### Pochette et artwork
Deux pochettes différentes imaginées par L'Araignée illustrent l'album. La photographie de Nicolas Hidiroglou en noir et blanc est identique pour les deux, elle montre Pokora avec un chapeau et une allumette coincée entre les dents et ses yeux sont colorés en bleu. Sur la première version, Pokora est sur un fond bleu avec un liseré jaune autour de lui. Dans la seconde, c'est l'inverse, il est sur fond jaune avec un liseré bleu. Le nom de l'album apparaît en couleur, la lettre M est en fuchsia, le P en jaune et le 3 en bleu.

## Promotion
La promotion de l'album doit débuter le samedi 26 janvier 2008 à l'occasion des NRJ Music Awards 2008, où le chanteur interprète pour la première fois le premier single Dangerous. La chanson est initialement intitulée She's dangerous. Le single fuite sur internet par la plateforme de téléchargement légal du label EMI pendant quelques heures le jeudi 24 janvier 2008. Comme les radios locales, le site Charts in France relaie le single, mais EMI lui demande de le retirer de l'écoute. Lors des NRJ Music Awards 2008, il interprète avec Sebastian, le frère de Timbaland, la chanson avec l'image de Timbaland sur un écran géant. La mise en scène intègre des effets pyrotechniques. Le lundi suivant, le single sort sur l'iTunes store français. Le 15 février, Pokora participe à la finale de la saison 7 de l'émission de la chaîne de télévision TF1 Star Academy.
Courant février, des articles de presses relatent une « rumeur » sur les chansons de l'album comme étant « une compilation de sons que Nelly Furtado a refusé » à Timbaland. Le clip de la chanson Dangerous sort le 26 février 2008. M. Pokora pose pour et répond aux questions du magazine LGBT Têtu au mois d'avril 2008. Dans l'article, il répond à des attaques formulées à son encontre par un journaliste de Nice-Matin lors des NRJ Music Awards. Il lâche : « Il y a un journaliste de Nice-Matin qui me harcèle. Il n’a rien trouvé de mieux que d’écrire que j’avais été hué à mon arrivée, alors que les gens applaudissaient comme des oufs. Le même journaliste se met à quatre pattes pour d’autres artistes français et leur taille direct une pipe, alors qu’ils arrivent juste avec une guitare sèche et qu’ils font leur chanson comme ils l’ont faite toute l’année sur tous les plateaux de télévision ». Son apparition dans les pages du magazine suscite des spéculations dans la presse quant à l'orientation sexuelle du chanteur. Il ne comprend pas alors pourquoi la presse spécule en expliquant que « c'est un privilège pour un artiste de pouvoir faire une couv' quelle qu'elle soit, ça s'arrête là ! Ça montre que les mentalités doivent encore évoluer sur ce point là dans notre pays ».
L'album sort le 24 mars 2008 en France ainsi que dans 27 pays par la suite dont en autres, l'Afrique du Sud, l'Allemagne, le Canada, la Corée du Sud, l'Espagne, la Finlande, la Pologne, les États-Unis, l'Italie, le Japon, le Mexique et le Portugal. Pour soutenir la promotion de l'album, une campagne de publicité est organisée en collaboration avec la marque de téléphone mobile Sony Ericsson. La marque propose 7 titres issus de l'album. Le lendemain, il participe à l'émission de Marc-Olivier Fogiel T'empêches tout le monde de dormir sur M6. Le 3 avril, il est présent dans l'émission La Méthode Cauet sur TF1. Le 17 avril, Pokora participe à l'émission de Laurent Ruquier On n'a pas tout dit sur France 2.
En 2010, Pokora déplore qu'à l'époque de la sortie de l'album un plan social à EMI ait mis en suspens la sortie de son deuxième single, et de ce fait, il est parti hors de France pour faire la promotion qu'il ne pouvait faire en France. Le deuxième single est They Talk Shit About Me avec Verse sorti en radio en mars 2008 et à l'achat en juin 2008,. Fin avril, il participe en Espagne à l'émission La Rioja, Tierra Universal sur TVE 1 et à la Escuela de Fama sur Cuatro où il interprète à chaque fois Dangerous,. En mai 2008, Pokora effectue une tournée de promotion au Mexique, en Allemagne avec une participation aux émissions VIVA Live sur VIVA, le 29 mai et The Dome le 30 mai 2008 et le 1er juin à l'émission de divertissement ZDF-Fernsehgarten sur ZDF. Suit en juillet 2008, après des ventes que la presse estime décevantes pour la France, le single francophone Sur ma route et Catch Me If You Can pour l'international. Fin novembre 2008, il fait une campagne de promotion en Pologne.
La tournée Catch Me Tour 2008 est annoncée début 2008, 24 dates sont prévues pour octobre et novembre 2008. Cependant certaines dates sont annulées à cause du peu de réservations dans certaines villes et quatre annulations sont annoncées en mai 2008.

## Accueil

### Accueil critique
L'album reçoit majoritairement des critiques positives de la part des journalistes. Pour Music Actu : « ce troisième album, chanté en anglais, n'a rien à envier aux grosses productions de ses homologues américains » et de plus « M. Pokora y pose sa voix claire avec une petite pointe d'accent français qui fait une partie du charme des chansons [...] le chanteur n'observe aucun temps mort et dévoile des titres tous plus jouissifs les uns que les autres ». Pour Frédéric Mangard de Charts in France, « MP3 donne le ton des ambitions de M. Pokora pour la suite de sa carrière », avec des productions « qui rivalisent par leurs esprits et leurs finitions avec les standards américains du genre, où la voix de M. Pokora peut s'épanouir ». Pour Mangard, cet album « se veut être l'album du tournant du style M. Pokora, plus assumé musicalement, avec un son plus urbain, ancré dans le style hip-hop voir le crunk ». Il conclut que « les rythmes s'enchainent avec efficacité, on ne s'ennuie pas ». Rita Carvalho d'Ados.fr note que le premier single est trop ressemblant à My Love (2006) de Justin Timberlake.
Le critique de musique Bartek Kot du site internet polonais Onet.pl explique que les réalisations de Timbaland dominent clairement les autres chansons de l'album, bien qu'elles soient convenues et déjà-vues. Le critique poursuit qu'il s'agit « d'une mauvaise copie d'album de Justin [Timberlake] ». Il regrette la fadeur d'un disque de pop commerciale qui reprend toutes sortes de clichés. Et qu'au final il s'agit d'un « produit jetable ». Cependant le critique attribue la note de 5 sur 10. Antti Niemelä du site internet suédois Findance note le dynamisme des chansons en félicitant Timbaland. Le critique apprécie les chansons Treason et They Talk Shit About Me, et relève la note d'humour dans l'intermède Internationalude. Niemelä apprécie la bonne qualité de l'album par rapport aux autres productions américaines de RnB en lui donnant une note de 9 sur 10.

### Accueil commercial
Les ventes de l'album ont été jugées décevantes par la presse,. Lors de la première semaine d'exploitation en France, l'album se classe 7e des ventes avec 11 997 exemplaires vendus. Il s'agit alors d'un démarrage inférieur à son précédent album Player sorti en 2006 avec 31 000 exemplaires et qui s'était classé numéro un des ventes d'albums en France. Cependant, il s'agit de la deuxième meilleure entrée de la semaine après Bleu pétrole (2007) d'Alain Bashung classé numéro un avec 34 109 ventes,. L'album se classe numéro 10 dans les téléchargements d'album en France la première semaine de sa sortie. Lors de la deuxième semaine, sa place dans le classement des téléchargements chutent à la 32e place, et en physique à la 19e place avec 5 444 exemplaires,. L'album se classe dans le top 100 français des ventes d'album pendant 8 semaines. L'album est certifié disque d'or le 24 avril 2008, ce qui équivaut à 75 000 exemplaires vendus.
En Belgique francophone, le disque se classe à la 7e place des ventes d'albums la première semaine et progresse à la 6e place la deuxième semaine d'exploitation. À partir de la troisième semaine, le classement de l'album descend à la 8e place et il sort du top 10 la quatrième semaine en se classant à la 16e position. L'album se classe dans le top 100 pendant 21 semaines du 5 avril au 30 août 2008. En Suisse, la première semaine, l'album se classe à la 32e place et reste pendant 5 semaines dans le top 100. Il s'agit de sa meilleure entrée pour la Suisse, Player n'ayant pas dépassé la 37e place mais il était resté pendant 8 semaines au top 100.

## Classement des ventes et certifications

### Classement hebdomadaire
| Classement (2008)            | Meilleure position |
| ---------------------------- | ------------------ |
| Belgique (Wallonie Ultratop) | 6                  |
| France (SNEP)                | 7                  |
| France (Digital SNEP)        | 10                 |
| Pologne (ZPAV)               | 22                 |
| Suisse (Schweizer Hitparade) | 32                 |
| Classement (2011)            | Meilleure position |
| France (Top Back Catalogue)  | 2                  |

### Certification
| Pays          | Date          | Certifications | Ventes |
| ------------- | ------------- | -------------- | ------ |
| France (SNEP) | 24 avril 2008 | Or             | 85 000 |

## Fiche technique

### Liste des chansons
| MP3   | MP3                                             | MP3                                                 | MP3                                                       | MP3                                | MP3   | MP3 | MP3 | MP3 | MP3 |
| No    | Titre                                           | Paroles                                             | Musique                                                   | Réalisateur artistique             | Durée |     |     |     |     |
| ----- | ----------------------------------------------- | --------------------------------------------------- | --------------------------------------------------------- | ---------------------------------- | ----- | --- | --- | --- | --- |
| 1.    | Dangerous (featuring Timbaland et Sebastian)    | M. Pokora, Timbaland, Sebastian et Jim Beanz        | M. Pokora, Timbaland, Sebastian, Jim Beanz et Hannon Lane | Timbaland                          | 4:44  |     |     |     |     |
| 2.    | Catch me if you can                             | M. Pokora, Timbaland et Jim Beanz                   | M. Pokora, Timbaland, Hannon Lane et Jim Beanz            | Timbaland                          | 3:32  |     |     |     |     |
| 3.    | Don't give my love away (featuring Ryan Leslie) | M. Pokora et Ryan Leslie                            | M. Pokora et Ryan Leslie                                  | Ryan Leslie                        | 3:34  |     |     |     |     |
| 4.    | No me without u                                 | M. Pokora, Timbaland et Jim Beanz                   | Hannon Lane, Jim Beanz, M. Pokora, Timbaland              | Timbaland                          | 3:35  |     |     |     |     |
| 5.    | Treason                                         | Jonathan « JR » Rotem, E. Kidd Bogart, Guy Chambers | Jonathan « JR » Rotem, E. Kidd Bogart, Guy Chambers       | Jonathan « JR » Rotem              | 3:35  |     |     |     |     |
| 6.    | Internationalude                                | Bionix, M. Pokora                                   | Bionix, M. Pokora                                         | M. Pokora                          | 1:47  |     |     |     |     |
| 7.    | Tokyo girl                                      | M. Pokora, Ryan Leslie                              | M. Pokora, Ryan Leslie                                    | Ryan Leslie                        | 3:20  |     |     |     |     |
| 8.    | They talk sh#t about me (featuring Verbz)       | M. Pokora, Verbz, Pete "Boxsta" Martin              | M. Pokora, Verbz, Pete "Boxsta" Martin                    | Pete "Boxta" Martin, Jordan Houyez | 3:29  |     |     |     |     |
| 9.    | Quitte à me jouer (featuring Kore)              | M. Pokora, Black Kent, Akuavi                       | M. Pokora, Kore, Bellek, Aurélien Mazin                   | Kore                               | 3:33  |     |     |     |     |
| 10.   | Forbidden drive                                 | M. Pokora, Aikin, Philippe Laugier, David Tota      | M. Pokora, Aikin, Philippe Laugier, David Tota            | Julien Tota Tarz                   | 3:45  |     |     |     |     |
| 11.   | Climax                                          | Bionix, M. Pokora                                   | Bionix, M. Pokora                                         | Bionix                             | 5:28  |     |     |     |     |
| 12.   | Why do you cry ?                                | M. Pokora, Jim Beanz                                | M. Pokora, Jim Beanz                                      | Jim Beanz                          | 3:32  |     |     |     |     |
| 13.   | Like a Criminal                                 | M. Pokora, Timbaland, Jim Beanz                     | M. Pokora, Timbaland, Jim Beanz, Hannon Lane              | Timbaland                          | 3:43  |     |     |     |     |
| 14.   | Sur ma route                                    | Jack Robinson, Sageko                               | M. Pokora, Jordan Houyez                                  | Pete "Boxta" Martin, Jordan Houyez | 5:23  |     |     |     |     |
| 53:10 |                                                 |                                                     |                                                           |                                    |       |     |     |     |     |

| Édition collector | Édition collector            | Édition collector             | Édition collector                       | Édition collector                  | Édition collector | Édition collector | Édition collector | Édition collector | Édition collector |
| No                | Titre                        | Paroles                       | Musique                                 | Réalisateur artistique             | Durée             |                   |                   |                   |                   |
| ----------------- | ---------------------------- | ----------------------------- | --------------------------------------- | ---------------------------------- | ----------------- | ----------------- | ----------------- | ----------------- | ----------------- |
| 15.               | I loved you (featuring Kore) | M. Pokora, Black Kent, Akuavi | M. Pokora, Kore, Bellek, Aurélien Mazin | Kore                               | 3:35              |                   |                   |                   |                   |
| 16.               | Through the eyes             | Jack Robinson, Sageko         | M. Pokora, Jordan Houyez                | Pete "Boxta" Martin, Jordan Houyez | 5:25              |                   |                   |                   |                   |
| 01:02:00          |                              |                               |                                         |                                    |                   |                   |                   |                   |                   |

* Tokyo girl contient une citation musicale de Me & U utilisée avec l'aimable autorisation de NextSelection Publishing.

### Crédits
Les crédits sont adaptés depuis Discogs,.

#### Interprètes
- Chant : M. Pokora
- Chants additionnel : Timbaland (1), Sebastian (1), Ryan Leslie (3), Verse (8) et Kore (9, 15)
- Chœurs : The Bionix (6, 11), Jim Beanz (1, 2, 4, 12, 13), M. Pokora, Rudy Joseph (9, 14)
- Cordes : Isobel Griffiths (14, 16)
- Piano : Benoît Henriot (14, 16)

#### Équipe de production
- Réalisateurs artistiques : Christian (6, 11), Jordan Houyez (8, 14, 16), M. Kool L. (8, 14, 16), Pete "Boxta" Martin (8, 14, 16), Rachid Mir (6, 11), R. Leslie (3, 7), Timbaland (1, 2, 4, 13)
- Réalisateurs artistiques [chant] : Charlie Hype (1, 2, 4, 12, 13), Jim Beanz (1, 2, 4)
- Coréalisateur : Hannon Lane (1, 2, 4, 13)
- Directeur vocal : Jim Beanz
- Arrangements corde : Julian Kershaw (14, 16)
- Arrangements voix : M2TheP Entertainment (6, 11)
- Enregistré par : The Bionix (6, 11), Franck Cameli (14, 16), Jim Beanz (1, 2, 4, 13), Koil (2) (1, 2, 4, 12, 13), Pete "Boxta" Martin (8, 14, 16), R. Leslie (3, 7)
- Ingénieur du son : Benoît Henriot (8, 14, 16), Franck Cameli (14, 16), Nicole Wiemann (14, 16)
- Mixage : Demacio "Demo" Castellon (1, 2, 4, 12, 13), Kevin Crouse (3, 7), M. Kool L. (8, 14, 16), Pete "Boxta" Martin (8, 14, 16), Rachid Mir (6, 11)
- Assistant mixage : Jose Castellon (1, 2, 4, 12, 13), Joseph Castellon (1, 2, 4, 12, 13), Nick Banns (1, 2, 4, 12, 13), Wayne Cochrane (1, 2, 4, 12, 13)
- Producteur exécutif : M. Pokora, Martial Kool Louis, Thierry Saïd
- Coproducteur exécutif : Tim Ahmann
- A&R : Karim Ech-Choayby
- Direction artistique : Xavier de Nauw
- Design : L'Araignée
- Mastering : Tom Coyne
- Photographie : Nicolas Hidiroglou

### Historique de sortie
| Pays        | Date             | Label                | Format             |
| ----------- | ---------------- | -------------------- | ------------------ |
| France      | 24 mars 2008     | Capitol Records, EMI | CD, téléchargement |
| Australie   | 24 mars 2008     | Capitol Records, EMI | Téléchargement     |
| Pologne     | 24 mars 2008     | Capitol Records, EMI | Téléchargement     |
| Japon       | 24 mars 2008     | Capitol Records, EMI | Téléchargement     |
| Mexique     | 24 mars 2008     | Capitol Records, EMI | Téléchargement     |
| Espagne     | 25 mars 2008     | Capitol Records, EMI | CD, téléchargement |
| Royaume-Uni | 9 avril 2008     | Capitol Records, EMI | CD, téléchargement |
| Allemagne   | 27 juin 2008     | Capitol Records, EMI | CD, téléchargement |
| Italie      | 19 novembre 2008 | Capitol Records, EMI | CD, téléchargement |